# Temple Huguo Falun
Le temple Huguo Falun (chinois simplifié : 护国法轮寺 ; pinyin : hùguó fǎlún sì est un temple bouddhiste de l'école gelugpa du bouddhisme tibétain de la ville-préfecture de Shenyang, dans la province du Liaoning, fondé en 1643 (un an avant que la dynastie Qing prenne le contrôle complet de la Chine). Elle comporte une grande stūpa blanche.
C'est un monument classé dans le Liaoning depuis le 20 mars 2003.